# AKM
AKM (rus. Автомат Калашникова Модернизированный; hrv. Kalašnjikovljeva modernizirana automatska puška) je sovjetska jurišna puška kalibra 7.62mm koju je dizajnirao Mihail Kalašnjikov. Riječ je o nadograđenoj inačici puške AK-47 koja je razvijena tijekom 1950-ih.
U službu sovjetske Crvene armije AKM ulazi 1959. godine te je jedna od inačica iz AK obitelji koja se najviše proizvodila. Osim u SSSR-u, puška je našla široku uporabu u državama članicama Varšavskog pakta kao i azijskim, afričkim i bliskoistočnim zemljama.
Osim u SSSR-u (IŽMAŠ, Tula Arsenal) puška se velikim dijelom proizvodila i u drugim zemljama koje su bile sovjetski saveznik.
Pušku je službeno u sovjetskoj vojsci krajem 1970-ih zamijenio AK-74 ali je imala široku primjenu diljem svijeta. Većina sovjetskog oružja u svijetu se pogrešno identificira kao AK-47 iako je vjerojatnije da je riječ o AKM-u i kopijama strane proizvodnje.

## Detalji dizajna
AKM je sovjetska automatska puška koja koristi streljivo kalibra 7.62x39mm. Oružje ima automatski i poluautomatski mod paljbe te može ispaliti 600 metaka u min. Unatoč tome što ga je krajem 1970-ih zamijenio AK-74, AKM je i danas u ruskoj uporabi (kao rezervno oružje) kao i mnogim zemljama gdje se to oružje izvozilo i/ili proizvodilo.
U odnosu na AK-47, dizajn AKM-a je detaljno optimiziran kako bi se stvorila puška za masovnu proizvodnju. Zbog toga su neki dijelovi i komponente pojednostavljeni. Kao rezultat tih izmjena, težina puške je smanjena za oko jedan kg dok je povećana preciznost tijekom automatske paljbe. Zadržana je cijev s AK-47 koja kao i ostalo sovjetsko oružje ima značajku otpornosti na trošenje i koroziju, posebice kod teških uvjeta na terenu ili stanja streljiva.
Na AKM se može montirati bajuneta i to modeli M1959 6H3 ili 6H4. Nosač zatvarača je nešto lakši u odnosu na AK-47 te unatoč nekim manjim razlikama u obliku, AKM može koristiti nosač zatvarača i od svojeg prethodnika.
Drveni kundak je duži te pravilnijeg oblika u odnosu na kundak s AK-47 što strijelcu omogućava veću preciznost prilikom rapidne i automatske paljbe.
AKM koristi modificirani mehanizam povratne opruge a izmijenjen je i udarač. Čelični ciljnik na pušci ima označenu skalu za udaljenosti od 100 do 1.000 m. Za AKM je predviđen bacač granata GP-25 koji se montira na pušku.
Puška koristi isti kalibar streljiva kao i AK-47: 7.62x39mm. Mehanizam punjenja streljivom i paljbe su praktički identični onima od AK-47.

## Inačice

### AKMS
Glavna inačica AKM-a je AKMS s ugrađenim sklopivim metalnim kundakom umjesto standardnog drvenog. Metalni kundak je nešto drugačiji u odnosu na onaj od prijašnjeg modela AKS-47.
Na temelju AKM-a stvorene su inačice AKMP, AKML i AKMLP dok je AKMS doveo do razvoja modela AKMSP, AKMSN i AKMSNP. Oni su dizajnirani posebno za padobranske jedinice jer sklopivi kundak stvara više dodatnog prostora za ostalu vojnu opremu prilikom skakanja iz aviona te prizemljavanja.

### Kopije
Poljska je na temelju AKM-a razvila modificiranu inačicu nazvanu Karabinek-granatnik wz. 1974 koja je mogla koristiti 40 mm bacač granata Pallad domaće proizvodnje.
Od ostalih europskih zemalja, vlastite inačice AKM-a su proizvodili Jugoslavija (Zastava M70 i M70B), Mađarska (AK-63), Rumunjska (PM md. 65), Bugarska i dr.
Na afričkom kontinentu Egipat je proizvodio vlastiti model pod nazivom Misr a Kina model Type 56.

## Povijest korištenja
AKM i njegove kopije koristile su se u mnogim ratovima i sukobima diljem Svijeta što je vidljivo na sljedećoj tabeli:
| Rat                           | Razdoblje              | Rat                                   | Razdoblje                |
| ----------------------------- | ---------------------- | ------------------------------------- | ------------------------ |
| Građanski rat u Laosu         | 1953. – 1975.          | Zaljevski rat                         | 1990. – 1991.            |
| Prvi sudanski građanski rat   | 1955. – 1972.          | Građanski rat u Ruandi                | 1990. – 1993.            |
| Vijetnamski rat               | 1955. – 1975.          | Rat u Sloveniji                       | lipanj - srpanj 1991.    |
| Nemiri u Sjevernoj Irskoj     | kraj 1960-ih - 1998.   | Domovinski rat                        | 1991. – 1995.            |
| Portugalski kolonijalni rat   | 1961. – 1975.          | Građanski rat u Sierra Leoneu         | 1991. – 2002.            |
| Južnoafrički pogranični rat   | 1966. – 1989.          | Somalijski građanski rat              | 1991. - danas            |
| Šestodnevni rat               | lipanj 1967.           | Rat u Bosni                           | 1992. – 1995.            |
| Nigerijski građanski rat      | 1967. – 1970.          | Prvi čečenski rat                     | 1994. – 1996.            |
| Kambodžanski građanski rat    | 1970. – 1975.          | Rat na Kosovu                         | 1998. – 1999.            |
| Jomkipurski rat               | listopad 1973.         | Drugi liberijski građanski rat        | 1999. – 2003.            |
| Etiopski građanski rat        | 1974. – 1991.          | Drugi čečenski rat                    | 1999. – 2009.            |
| Kambodžansko-vijetnamski rat  | 1975. – 1989.          | Rat u Afganistanu                     | 2001. - danas            |
| Libanonski građanski rat      | 1975. – 1990.          | Rat protiv terorizma                  | 2001. - danas            |
| Zapadnosaharski rat           | 1975. – 1991.          | Rat u Iraku                           | 2003. – 2011.            |
| Čadsko-libijski sukob         | 1978. – 1987.          | Meksički rat protiv narko kartela     | 2006. - danas            |
| Kinesko-vijetnamski rat       | veljača - ožujak 1979. | Rat u Južnoj Osetiji                  | kolovoz 2008.            |
| Sovjetsko-afganistanski rat   | 1979. – 1989.          | Kambodžansko-tajlandski granični spor | 2008. - danas            |
| Iransko-irački rat            | 1980. – 1988.          | Građanski rat u Libiji                | veljača - listopad 2011. |
| Drugi sudanski građanski rat  | 1983. – 2005.          | Građanski rat u Siriji                | 2011. - danas            |
| Prvi liberijski građanski rat | 1989. – 1996.          |                                       |                          |

## Korisnici
Tijekom hladnog rata AKM se izvozio u mnoge komunističke zemlje kao i u Aziju, Afriku te na Bliski istok. Oružje se koristi od tog vremena pa sve do današnjih dana odnosno građanskog rata u Libiji, nemira i pobuna u Siriji i ostalo.

### Postojeći korisnici
- Afganistan[2]
- Albanija[3]
- Alžir[3]
- Angola[3]
- Armenija[3]
- Azerbajdžan[3]
- Bangladeš[3]
- Benin[3]
- Bjelorusija[3]
- Bosna i Hercegovina[3]
- Bocvana[3]
- Bugarska: lokalna proizvodnja.[3]
- Burundi: oružje je oduzeto pobunjenicima i narko bandama.[2][4]
- Čad[3]
- Čile[5]
- DR Kongo[3]
- Džibuti[2]
- Egipat: tvornica 54 je u Kairu za potrebe egipatske vojske proizvodila vlastitu inačicu AKM-a pod nazivom Misr. Također, puška je bila namijenjena i izvozu.[6][7][8][9][10]
- Ekvatorska Gvineja[3]

- Etiopija[2]
- Eritreja[3]
- Estonija: pušku je zamijenio AK-74 ali je u ograničenoj količini u policijskoj i vojnoj uporabi.[3]
- Finska: finska vojska u zalihama drži uvezene kopije AKM-a (kineski Type 56 - oznaka RK 56 TP te istočnjonjemački MPi-KM - oznaka RK 72).[11] U zalihama su i modeli domaće proizvodnje i to RK 62 i RK 95 TP.
- Gabon[3]
- Gruzija[3]
- Gvajana[3]
- Gvineja[3]
- Gvineja Bisau[3]
- Hrvatska
- Indija[3]
- Irak: u službi iračke vojske i policije.[3]
- Iran[3]
- Izrael:[3] oružje uzeto arapskim vojskama tijekom arapsko-izraelskih sukoba i ratova.
- Jemen[3]
- Jordan[2]
- Južni Sudan[2]
- Kambodža[3]
- Kamerun[2]
- Katar[3]
- Kazahstan[3]

- NR Kina: Norinco je proizvodio kinesku kopiju pod nazivom Type 56.[2]
- Kirgistan[2]
- Komori[3]
- Kuba[3]
- Kuvajt[2]
- Laos[3]
- Latvija[3]
- Lesoto[3]
- Libanon[2]
- Liberija[3]
- Libija:[3] AKM su tijekom građanskog rata u Libiji 2011. koristili libijska vojska i pobunjenici.
- Litva[3]
- Madagaskar[3]
- Mađarska:[3] tvrtka FÉG je proizvodila domaću kopiju AKM-a pod nazivom AK-63. Puška ima fiksni drveni ili plastični kundak dok je model AK-63D sa sklopivim metalnim kundakom.
- Sjeverna Makedonija[3]
- Mali:[3] oružane i obavještajne snage Malija.
- Maroko[3]
- Moldavija[3]
- Mongolija[3]
- Mozambik[3]
- Namibija[2]
- Nigerija[2]
- Oman: neke puške su oduzete pobunjenicima Dhofari.[12]
- Pakistan: Type 56.[3]
- Palestina[2]
- Panama[2]
- Peru[3]
- Poljska: lokalna proizvodnja AKM-a koji je zamijenjen početkom 1980-ih.[1][4]
- Republika Kongo

- Ruanda[3]
- Rumunjska: lokalna proizvodnja AKM-a pod nazivom PM md. 65.[3][4]
- Rusija:[3] u većini ruskih vojnih jedinica AKM je zamijenjen s AK-74 ali je još uvijek u ograničenoj vojnoj i policijskoj uporabi. Koristi se u urbanim dijelovima zemlje zbog mogućnosti prodiranja teškog oklopa. Također, AKM se kao i u Finskoj čuva u vojnim zalihama kao rezervno oružje.
- Saudijska Arabija[13]
- Sejšeli[3]
- Sirija: sirijske oružane snage[3] te pobunjenička Slobodna sirijska vojska.[14]
- Sijera Leone[3]
- SAD: AKM koristi jedino OPFOR (eng. Opposing Force) za potrebe treninga.[2]
- Sjeverna Koreja: Type 68.[3]
- Slovenija[3]
- Somalija[3]
- Srbija[3]
- Srednjoafrička Republika[3]
- Sudan[3]
- Surinam[3]
- Sveti Toma i Princip[3]
- Šri Lanka[2]
- Tadžikistan[3]
- Tanzanija[3]
- Togo[3]
- Turkmenistan[3]
- Turska[3]
- Uganda[2]
- Ujedinjeni Arapski Emirati[3]
- Ukrajina:[3] AKM je u ograničenoj uporabi a u većini ukrajinskih vojnih jedinica je zamijenjen s AK-74 i domaćom puškom Vepr bullpop dizajna.
- Uzbekistan[3]
- Vijetnam:[3] standardna puška pješaštva vijetnamske vojske.
- Zambija[3]
- Zimbabve[3]
- Zelenortska Republika[3]

### Bivši korisnici
- Istočna Njemačka: lokalna proizvodnja.[1]
- Jugoslavija: domaća industrija Zastava Oružje je na temelju AKM-a proizvodila vlastite inačice Zastava M70 i M70B.[15]
- Kongo Brazaville[3]
- Sjeverni Vijetnam[2]
- SSSR: uveden u sovjetsku službu 1959. te se koristio tijekom sovjetsko-afganistanskog rata (1979. – 1989.).[2]
- Švedska: švedske oružane snage koristile su manji broj AKM-a za osnovnu obuku vojnika.[16] Oružje nije korišteno u borbenim jedinicama.

## Vanjske poveznice
- Modern Firearms  Arhivirana inačica izvorne stranice od 6. ožujka 2008. (Wayback Machine)
- SCRIBD.com  Arhivirana inačica izvorne stranice od 3. studenoga 2012. (Wayback Machine)